# Alfred Pfaff
Alfred Pfaff (Frankfurt-Rödelheim, 16 juli 1926 - Erlenbach am Main, 27 december 2008) was een Duits voetballer. Pfaff speelde het grootste deel van zijn carrière bij Eintracht Frankfurt. Hier won hij onder meer het Duits voetbalkampioenschap 1958/59. Tevens won hij, samen met West-Duitsland in 1954, het wereldkampioenschap voetbal in Zwitserland.
In 2006 werd hij bekroond tot de Orde van Verdienste van Hessen. Hij overleed op 82-jarige leeftijd in Erlenbach am Main.